# آروانای آفریقایی
آروانای آفریقایی یا آروانای نیل ( Heterotis niloticus ) گونه ای از خانواده آرواناها (استخوان‌‌زبانان) است. علیرغم اینکه آروانای آفریقایی "آروانا" نامیده می شود، اما بیشتر از آرواناهای آمریکای جنوبی، آسیایی و استرالیایی در زیرخانواده آراپایمینه، با آراپایماها، تنها اعضای دیگر در زیرخانواده Arapaiminae، مرتبط است. (Arapaiminae) گاهی اوقات به عنوان یک عضو جداگانه در نظر گرفته می شود).   در مقایسه با آنها، آروانای آفریقایی دهان انتهایی تری دارد و تنها گونه ای است که به طور گسترده از پلانکتون تغذیه می کند. 

## مراجع
1. ↑  Diouf, K.; Akinyi, E.; Azeroual, A.; Entsua-Mensah, M.; Getahun, A.; Lalèyè, P.; Moelants, T. (2020). "Heterotis niloticus". IUCN Red List of Threatened Species. IUCN. 2020: e.T182580A134764025. doi:10.2305/IUCN.UK.2020-2.RLTS.T182580A134764025.en. Retrieved 18 November 2021.
2. ↑  Hilton, E. J.; Lavoué, S. (2018). "A review of the systematic biology of fossil and living bony-tongue fishes, Osteoglossomorpha (Actinopterygii: Teleostei)". Neotropical Ichthyology. 16 (3). doi:10.1590/1982-0224-20180031.